# Franz Obert

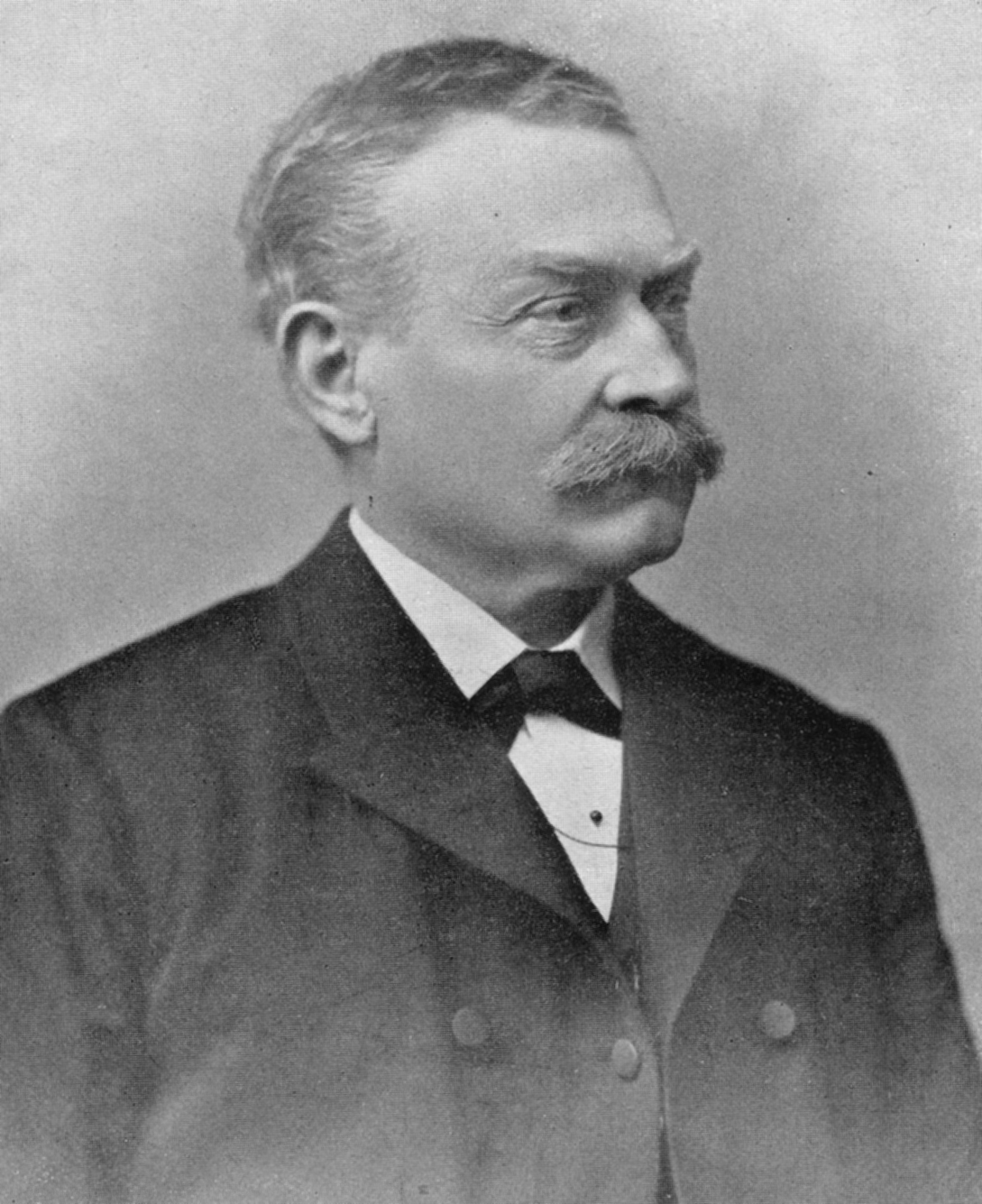
Franz Obert als Stadtpfarrer

Franz Obert (* 6. Oktober 1828 in Taterloch, Siebenbürgen; † 9. September 1908 in Kronstadt) war ein siebenbürgisch-sächsischer evangelischer Pfarrer, Schriftsteller, Schulreformer und Politiker.

## Leben
Obert wurde als Sohn des Pfarrers Daniel Obert (1793–1860) in Taterloch geboren. Nach dem Besuch des Gymnasiums in Mediasch begann er ein Studium der Rechtswissenschaften an der Rechtsakademie in Klausenburg und ab 1847 der evangelischen Theologie, Philosophie und Geschichte in Leipzig, wo er Mitglied der Burschenschaft Violetta Leipzig (1847) und der Leipziger Burschenschaft Dresdensia (EB 1900) wurde; 1901 wurde er Ehrenmitglied der Burschenschaft Frankonia Graz. 1848 nahm er aktiv an den Revolutionskämpfen in Sachsen (Leipzig) teil, wo er Verbindung zum "Jungen Deutschland" hatte und Mitglied des "Leipziger demokratischen Studentenausschusses, zusammen mit Carl Schurz war. Als Schriftführer des Studentenparlaments 1848 in Eisenach (Zweites Wartburgfest), unterschrieb er als Präses der Leipziger Studentschaft einen "Aufruf an die Bürger Leipzigs" mit einer Einladung zur Teilnahme an einer Trauerfeier zur Ehrung des in Wien erschossenen Robert Blum. Daraufhin wurde er vorübergehend verhaftet und vom Leipziger Konsul im Auftrag des österreichischen Gesandten in Dresden, Graf Franz Seraphin von Kuefstein, verwarnt und ermahnt, seine politischen Tätigkeiten einzustellen. Er musste Deutschland verlassen und war dann als Journalist in Wien tätig. Im Jahr 1852 wurde er Lehrer am Gymnasium in Mediasch, 1860 Pfarrer in Schaal, 1869 in Wurmloch, um 1874 in Hetzeldorf und von 1881 bis 1907 Stadtpfarrer in Kronstadt.
Obert gab ab 1861 die „Schul- und Kirchenzeitung“ heraus, ab 1866 den „Schul- und Kirchenboten“, den er selber 23 Jahre leitete. Er verfasste pädagogische Schriften, Lehrpläne und organisierte Lehrerfortbildungen. In Hetzeldorf führte er die Fortbildungsschule, den Schulgarten und die Freiwillige Feuerwehr ein und setzte auch den Bau eines Bahnhofs durch. 1870 gründete er den siebenbürgisch-sächsischen Lehrerverein und engagierte sich als dessen Vorsitzender für die Mädchenbildung. 1883 setzte er durch, dass Frauen als Lehrerinnen unterrichten konnten.
Obert war von 1863 bis 1866 Mitglied des siebenbürgischen Landtags und von 1864 bis 1867 Abgeordneter zum Reichsrat. Er gehörte dort zur Gruppe um Carl Giskra und beantragte u. a. ein Gesetz über die Verantwortlichkeit der Minister. Von 1872 bis 1876 war er Abgeordneter in der Sächsischen Nationsuniversität. 1898 erhielt er die Ehrendoktorwürde der Universität Berlin.

## Veröffentlichungen
- Stephan Ludwig Roth. Sein Leben und seine Schriften. Bd. 1: Stephan Ludwig Roths Leben. Wien 1896
- Therese Jikeli. Umrisse zu dem Lebensbild einer sächsischen Frau, 1896
- Hermann von Salza und die Besiedlung des Burzenlandes 1905

Von Adolf Schullerus wurden posthum folgende Werke Oberts herausgegeben:
- Rumänische Märchen und Sagen aus Siebenbürgen Gesammelt und ins Deutsche übertragen, Hermannstadt 1925
- Vierzehn Grabreden, Halle 1927